# Petters och Lottas jul (film)
Petters och Lottas jul är en svensk TV-film från 1968 regisserad av Mille Schmidt efter ett manus av Gustaf Molander. Den bygger på barnboken med samma namn av Elsa Beskow.

## Handling
Petter och Lotta firar jul hos tant Grön, tant Brun och tant Gredelin. De blev först rädda för julbocken, men när de fått höra att han egentligen är en förtrollad prins som bor i skogen, ger de sig ut för att leta efter honom.

## Rollista
- Håkan Jahnberg – farbror Blå
- Berit Tancred – tant Grön
- Ittla Frodi – tant Brun
- Gun-Britt Öhrström – tant Gredelin
- Eva Hassellöf – Lotta
- Ingvar Axelsson – Petter
- Sten Andersson – doktorn
- Vibeke Rieben – bondhustrun
- Dennis Dahlsten – kolaren

## Utgivning
Kortfilmen finns utgiven på VHS samt på DVD i en samlingsutgåva tillsammans med Petter och Lotta på nya äventyr från 1970.